# 후제스탄주

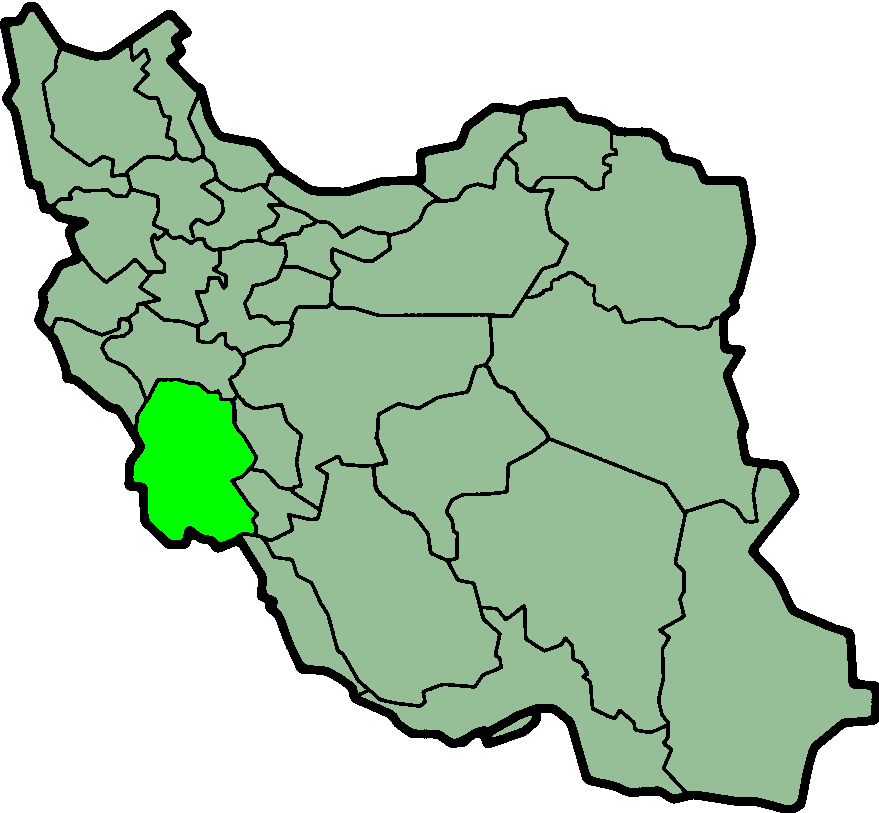
후제스탄주

후제스탄주(페르시아어: خوزستان)는 이란을 구성하는 31개 주 가운데 하나로 주도는 아바즈이며 면적은 64,055km2이다. 이란 남서부에 위치하며 이라크, 페르시아만과 접한다. 주요 도시로는 베바한, 아바단, 안디메시크, 호람샤르, 반다르이맘, 데즈풀, 슈시타르, 오미디예, 이제, 바크에말렉, 마샤르, 다슈테아자데간(다슈티미샨), 람호르모즈, 샤데간, 수사, 마스제드솔레이만, 미노섬, 호베이제가 있다.
역사적으로 후제스탄은 고대 엘람으로 등장하는데 당시 엘람은 수사를 수도로 했다. 아케메네스 왕조 때에는 고대 페르시아어 이름인 "후지야"(Hujiyā)라는 이름으로 알려지기도 했는데 후제스탄은 페르시아어로 "수사 사람"을 뜻한다.

## 같이 보기
- 슈슈타르
- 수사 (엘람)
- 이슬람의 페르시아 정복